# Campeonato Brasileiro de Basquete Feminino de 2008
O Campeonato Nacional de Basquete Feminino de 2008 (11ª edição) foi um torneio realizado a partir de 7 de outubro a 19 de dezembro de 2008 por nove equipes representando quatro estados.

## Participantes
Americana, Americana/SP

 Catanduva, Catanduva/SP

 Clube Doze, Florianópolis/SC

 Mangueira, Rio de Janeiro/RJ

 Ourinhos, Ourinhos/SP

 Santo André, Santo André/SP

 São Bernardo, São Bernardo do Campo/SP

 São Caetano, São Caetano do Sul/SP

 Sport, Recife/PE

## Regulamento

### Fórmula de Disputa
O Campeonato Nacional de Basquete Feminino foi disputado por 9 equipes em duas fases:
- Fase Classificatória: As 9 equipes disputaram partidas em um sistema de turno e returno,em que enfrentaram todos os adversários em seu mando de quadra e fora dele.
- Playoffs: As quatro equipes classificadas jogaram num sistema mata-mata e a vencedora desses foi declarada Campeã Nacional de Basquete Feminino de 2009. É dividida em 2 partes:
  - Semifinais: Foi disputada pelas equipes que passaram da primeira fase, seguindo a lógica: (1ª x 4ª); (2ª x 3ª).  Estas jogaram partidas em melhor de 5 (jogos), sendo dois mandos de campo para cada e o jogo de desempate, se houvesse, no ginásio da equipe com o melhor índice técnico da Fase Classificatória.
  - Final: Foi disputada entre as duas equipes vencedoras das Semifinais, em melhor de 5 (jogos), sendo dois mandos de campo para cada e o jogo de desempate, se houvesse, no ginásio da equipe com o melhor índice técnico da Fase Classificatória. A equipe vencedora foi declarada campeã da competição.

### Critérios de Desempate
1º: Confronto Direto

2º: Saldo de cestas dos jogos entre as equipes

3º: Melhor cesta average (Se o empate foi entre duas equipes)

4º: Sorteio

### Pontuação
Vitória: 2 pontos

Derrota: 1 ponto

Não Comparecimento: 0 pontos

## Classificação
| 1 | Colchões Castor/FIO/Unimed/Ourinhos | 31 | 16 | 15 | 1  | 1283 | 952  | 1,34769 | 93,8 |
| 2 | Unimed/FAM/Goodyear/Americana       | 30 | 16 | 14 | 2  | 1241 | 977  | 1,27021 | 87,5 |
| 3 | Açúcar Cometa/Unimed/Catanduva      | 28 | 16 | 12 | 4  | 1126 | 1014 | 1,11045 | 75,0 |
| 4 | Santo André                         | 24 | 16 | 8  | 8  | 1096 | 1133 | 0,96734 | 50,0 |
| 5 | São Bernardo/Metodista/Associação   | 24 | 16 | 8  | 8  | 1097 | 1156 | 0,94896 | 50,0 |
| 6 | Sport/Maurício de Nassau            | 21 | 16 | 5  | 11 | 1106 | 1179 | 0,93808 | 31,3 |
| 7 | Mangueira/Petrobras                 | 20 | 16 | 4  | 12 | 1075 | 1237 | 0,86904 | 25,0 |
| 8 | São Caetano                         | 19 | 16 | 3  | 13 | 1020 | 1188 | 0,85859 | 18,8 |
| 9 | Clube Doze/Floripa                  | 19 | 16 | 3  | 13 | 1012 | 1220 | 0,82951 | 18,8 |

|  |                                     |
|  | Zona de classificação às Semifinais |

## Playoffs

### Semifinais
1ª Rodada
| 2 de dezembro | Ourinhos | 83 - 59 | Santo André | Ginásio Monstrinho, Ourinhos |
| 2 de dezembro |          |         |             | Ginásio Monstrinho, Ourinhos |

| 2 de dezembro | Americana | 86 - 71 | Catanduva | Americana |
| 2 de dezembro |           |         |           | Americana |

2ª Rodada
| 3 de dezembro | Ourinhos | 87 - 67 | Santo André | Ginásio Monstrinho, Ourinhos |
| 3 de dezembro |          |         |             | Ginásio Monstrinho, Ourinhos |

| 3 de dezembro | Americana | 72 - 70 | Catanduva | Americana |
| 3 de dezembro |           |         |           | Americana |

3ª Rodada
| 5 de dezembro | Santo André | 52 - 87 | Ourinhos | Santo André |
| 5 de dezembro |             |         |          | Santo André |

| 5 de dezembro | Catanduva | 73 - 64 | Americana | Catanduva |
| 5 de dezembro |           |         |           | Catanduva |

4ª Rodada
| 7 de dezembro | Catanduva | 65 - 50 | Americana | Catanduva |
| 7 de dezembro |           |         |           | Catanduva |

5ª Rodada
| 9 de dezembro | Americana | 72 - 64 | Catanduva | Americana |
| 9 de dezembro |           |         |           | Americana |

- Ourinhos e  Americana passaram de fase

### Final
1ª Rodada
| 12 de dezembro | Ourinhos | 88 - 66 | Americana | Ginásio Monstrinho , Ourinhos |
| 12 de dezembro |          |         |           | Ginásio Monstrinho , Ourinhos |

2ª Rodada
| 13 de dezembro | Ourinhos | 70 - 63 | Americana | Ginásio Monstrinho, Ourinhos |
| 13 de dezembro |          |         |           | Ginásio Monstrinho, Ourinhos |

3ª Rodada
| 15 de dezembro | Americana | 74 - 73 | Ourinhos | Americana |
| 15 de dezembro |           |         |          | Americana |

4ª Rodada
| 19 de dezembro | Americana | 66 - 71 | Ourinhos | Americana |
| 19 de dezembro |           |         |          | Americana |

| Campeonato Nacional de Basquete Feminino 2008 |
| --------------------------------------------- |
| Ourinhos Campeão                              |